# Motores BMW

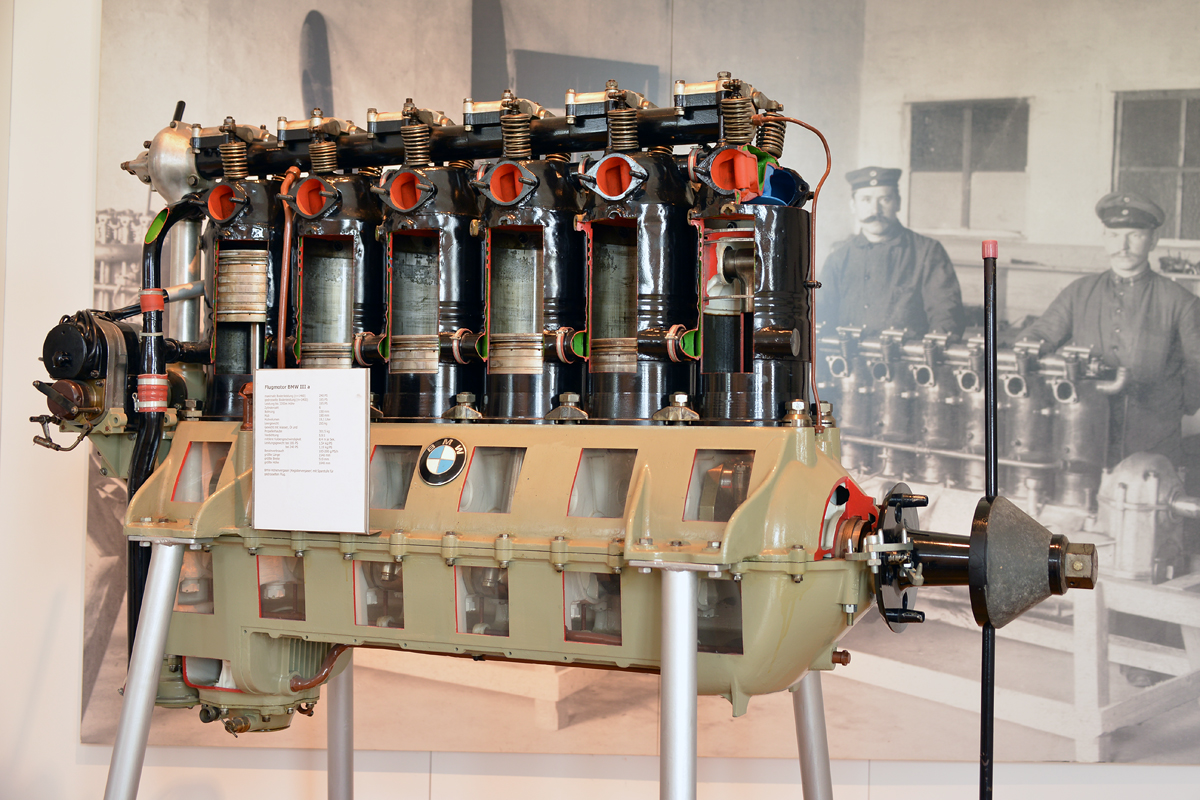
BMW IIIa, el primer motor producido por BMW

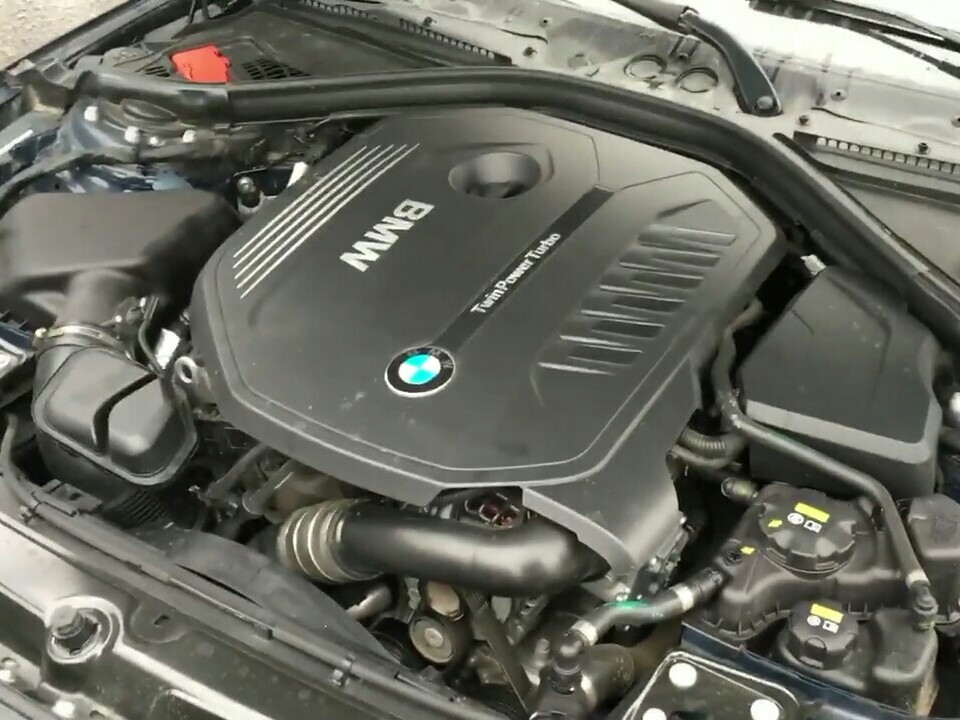
BMW B58, el motor 6 en línea más reciente de BMW

BMW ha producido motores para automóviles, motocicletas y aviones desde 1917, cuando se inició la producción con un motor de aviación de seis cilindros en línea. Han estado produciendo motores de automóviles desde 1933.
BMW es bien conocida por su historia de motores de seis cilindros en línea (seis en línea), un diseño que continúa utilizando hasta el día de hoy. Los diseños más comunes de cuatro cilindros en línea y V8 también son producidos por BMW.
BMW también diseñó motores personalizados, especialmente para deportes de motor que incluyen el motor turboalimentado M12/13 de 1.5 litros de 1982 a 1987 para los equipos de Fórmula 1 Brabham, Arrows y Benetton. el E41/P83 V10 de 3.0 litros de 2000 a 2005 para el equipo Williams Racing y el P86/8 V8 de 2.4 litros para su propio equipo de F1 en asociación con Sauber de 2006 a 2009, con el que disfrutó de su primer y mejor resultado en el Gran Premio de Canadá de 2008 como equipo de F1 de fábrica, ganando la carrera con su piloto Robert Kubica y obteniendo el segundo lugar con Nick Heidfeld.
En 1993 McLaren Automotive decidió trabajar con BMW para el desarrollo de su primer coche de producción, el McLaren F1, para la ingeniería y personalización de su motor, el S70, que tenía un motor DOHC V12 de 6.0 litros. BMW también ha fabricado prototipos de motores V6.

## Motores de automóviles a nafta/gasolina

### 3 cilindros en línea
| Denominación | Años            | Cilindrada |
| ------------ | --------------- | ---------- |
| B38          | 2013–Actualidad | 1.2–1.5 L  |

### 4 cilindros en línea
| Denominación | Años            | Cilindrada |
| ------------ | --------------- | ---------- |
| M10          | 1960–1988       | 1.5–2.0 L  |
| S14          | 1986–1990       | 2.0–2.5 L  |
| M40          | 1987–1995       | 1.6–1.8 L  |
| M42          | 1989–1996       | 1.8 L      |
| M43          | 1991–2002       | 1.6–1.9 L  |
| M44          | 1996–2001       | 1.9 L      |
| N40          | 2001–2004       | 1.6 L      |
| N42          | 2001–2004       | 1.8–2.0 L  |
| N46          | 2004–2007       | 1.8–2.0 L  |
| N45          | 2004–2011       | 1.6–2.0 L  |
| N43          | 2007–2011       | 1.6–2.0 L  |
| N20          | 2011–Actualidad | 1.6–2.0 L  |
| N13          | 2011–Actualidad | 1.6 L      |
| N26          | 2012–Actualidad | 2.0 L      |
| B48          | 2013–Actualidad | 2.0 L      |

### 6 cilindros en línea
| Denominación | Años            | Cilindrada |
| ------------ | --------------- | ---------- |
| M78          | 1933–1950       | 1.2-1.9 L  |
| M328         | 1936–1940       | 2.0-2.1 L  |
| M335         | 1939–1941       | 3.5 L      |
| M337         | 1952–1958       | 2.0-2.1 L  |
| M30          | 1968–1994       | 2.5-3.5 L  |
| M20          | 1977–1993       | 2.0-2.7 L  |
| M88/S38      | 1978–1989       | 3.5-3.8 L  |
| M102         | 1980–1982       | 3.2 L      |
| M106         | 1982–1986       | 3.4 L      |
| M50          | 1989–1996       | 2.0-2.5 L  |
| S50          | 1992–1999       | 3.0-3.2 L  |
| M52          | 1994–2000       | 2.0-2.8 L  |
| S52          | 1996–2000       | 3.2 L      |
| M54          | 2000–2006       | 2.2-3.0 L  |
| S54          | 2000–2008       | 3.2 L      |
| M56          | 2002–2005       | 2.5 L      |
| N52          | 2005–2015       | 2.5-3.0 L  |
| N54          | 2006–2016       | 3.0 L      |
| N53          | 2007–2014       | 2.5-3.0 L  |
| N55          | 2009–Actualidad | 3.0 L      |
| S55          | 2014–Actualidad | 3.0 L      |
| B58          | 2015–Actualidad | 3.0 L      |

### V8
| Denominación | Años            | Cilindrada |
| ------------ | --------------- | ---------- |
| OHV V8       | 1951–1965       | 2.6-3.2 L  |
| M60          | 1992–1996       | 3.0-4.0 L  |
| M62          | 1996–2005       | 3.5-4.4 L  |
| S62          | 1998–2006       | 4.9 L      |
| P60          | 2000–2005       | 4.0 L      |
| N62          | 2001–2010*      | 3.6-4.8 L  |
| S65          | 2007–2013       | 4.0 L      |
| N63          | 2008–Actualidad | 4.4 L      |
| S63          | 2009–Actualidad | 4.4 L      |

### V10
| Denominación | Años      | Cilindrada |
| ------------ | --------- | ---------- |
| S85          | 2005–2010 | 5.0 L      |

### V12
| Denominación | Años            | Cilindrada |
| ------------ | --------------- | ---------- |
| M70          | 1987–1996       | 5.0 L      |
| S70          | 1992–2000       | 5.6-6.1 L  |
| M73          | 1993–2002       | 5.4 L      |
| N73          | 2003–2016       | 6.0-6.75 L |
| N74          | 2009–Actualidad | 6.0-6.75 L |

## Motores de automóvil Diesel

### 3 cilindros en línea
- 2012–Actualidad – 1.5 L B37

### 4 cilindros en línea
- 1994–2000 – 1.7 L M41
- 1998–2006 – 2.0 L M47
- 2006–Actualidad – 2.0 L N47
- 2013–Actualidad – 2.0 L B47

### 6 cilindros en línea
- 1983–1993 – 2.4 L M21
- 1991–2000 – 2.5 L M51
- 1998–Actualidad – 2.5-3.0 L M57
- 2008–Actualidad – 2.5-3.0 L N57
- 2015–Actualidad – 3.0 L B57

### V8
- 1998-2009 - 3.9-4.4 L M67

## Motores de aviación

### 6 cilindros en línea
- 1917–1919 – IIIa, 19.1 L straight-six — first BMW corporate product of any kind
- 1919, 1925–? – IV, 23.5 L straight-six

### V12
- VI, 38.2 L V12
- 1926–1937 – VI, 45.8 L V12
- VIIa supercharged V12
- 116 (initially XII), 20.7 L V12, never manufactured
- 116 (initially XV), 36.0 L V12, never manufactured

### Radial
- X, 2.2 L 5-cylinder
  - Xa, 2.9 L 5-cylinder
- 1933–? – 132, 27.7 L 9-cylinder, development of Pratt & Whitney R-1690 Hornet built under licence
  - 1935 – 114, prototype development of 132
  - 1935 – BMW-Lanova 114 V-4, prototipo de motor diésel sobrealimentado enfriado por agua
- 1939–1945 – 801, 41.8 L 14 cilindros en doble fila, sobrealimentado
- 1942 – 802, 53.7 L 18 cilindros en doble fila, sobrealimentado. Nunca llegó a producción.
- 803, 83.5 L 18 cilindros en cuádruple fila, sobrealimentado. Nunca llegó a producción.
- 1936–1944 – Bramo 323, 26.8 L 9 cilindros sobrealimentado, heredado cuando BMW compró Bramo en 1939

### Jet
- 1944–1945 – 003 turboventilador de flujo axial
- 1997–2000 – BMW Rolls-Royce BR700 familia de turboventiladores; Rolls-Royce plc compró la compañía en 2000.